# 八幡次郎
八幡 次郎（やわた じろう、1909年6月1日 - 1993年12月15日）は、日本の実業家。九州朝日放送の社長を務めた。

## 経歴・人物
岩手県出身(一部の文献では東京都出身との記載有り)。1944年に京都帝国大学法学部を卒業し、同年に朝日新聞社に入社し、政治部長、論説委員副主幹、西部本社編集局長、大阪本社編集局長を歴任した。
1971年5月に九州朝日放送に転じ、専務に就任し、1973年5月には社長に昇格。1981年6月には会長に就任。1978年から1980年までは日本民間放送連盟副会長も務めた。
1982年4月に勲二等瑞宝章を受章した。
1993年12月15日、脳梗塞により死去。84歳没。